# Infanterie-Division Potsdam
La Infanterie-Division Potsdam fu una divisione dell'esercito tedesco attiva durante la seconda guerra mondiale.

## Storia
La divisione fu creata il 4 aprile 1945 nell'area di addestramento militare di Döberitz, come base per la Infanterie-Division Döberitz, tuttavia l'8 aprile la divisione fu ribattezzata Infanterie-Division Potsdam e ancora in formazione fu trasferita sui monti Harz tra Wernigerode e Quedlinburg, le unità furono schierate separatamente e subirono pesanti perdite. Dal 12 al 17 aprile il posto di comando della divisione si trovava prima a Treseburg e poi a Blankenburg. Il 20 aprile 1945, dopo che la divisione subì pesanti perdite fu sciolta: parti della divisione si arresero agli americani, mentre altri soldati furono integrati nella Infanterie-Division Scharnhorst.

## Ordine di battaglia
- Grenadier-Regiment Potsdam 1
- Grenadier-Regiment Potsdam 2
- Grenadier-Regiment Potsdam 3
- Divisions-Füsilier-Bataillon Potsdam
- Panzerjäger-Abteilung Potsdam
- Artillerie-Regiment Potsdam
- Pionier-Bataillon Potsdam
- Nachrichten-Abteilung Potsdam
- Versorgungsregiment Potsdam[1]

## Comandanti
- Oberst der Reserve Erich Lorenz (4 aprile 1945 - 20 aprile 1945)[1]